# Danijel Hrman
Danijel Hrman (Varaždin, 7. kolovoza 1975.) hrvatski je nogometaš.
Hrman je svoju karijeru započeo u Novom Golubovcu igajući za NK Bojovnik iz kojeg odlazi u NK Varteks te tamo počinje njegova profesionalna karijera. Nakon 6 godina i preko 100 nastupa odlazi u ruski Spartak gdje se nije osobito naigrao te se ubrzo vraća u domovinu. Prelazi u redove zagrebačkog Dinama, te nakon neuspješnog pokušaja prezimljavanja u Europi odlazi u najvećeg mu rivala par dana nakon prelaska Nike Kranjčara.
U Hajduk ga je doveo pokojni menadžer Dino Pokrovac s epitetom kvalitetnog lijevog braniča. No, ozljede su mu onemogućile da dođe do svog mjesta u momčadi, te nakon 2 mukotrpne sezone neigranja uz koju je jedna u nikad slabijoj momčadi "Majstora s mora", odlazi natrag u Varteks. Nakon sezone 2006./07. putuje u albansku Tiranu, ali se već par mjeseci potom vraća u Varaždin gdje s matičnim klubom pokušava pobjeći s dna ljestvice. 
Za hrvatsku je reprezentaciji debitirao u Seoulu, 10. studenog 2001. u porazu od Južne Koreje. Nakon dva susreta s Južnokorejancima igra još dva puta u naredne dvije godine, ulazeći oba puta s klupe, nakon čega više nije bio u okviru reprezentacije. 
Statistika u Hajduku
| Natjecanje        | Nastupi | Zgoditci |
| ----------------- | ------- | -------- |
| Prvenstvo         | 11      | 0        |
| Kup               | 4       | 0        |
| Superkup          | 0       | 0        |
| Međunarodne       | 0       | 0        |
| Splitski podsavez | 0       | 0        |
| Ukupno            | 15      | 0        |
| Prijateljske      | 16      | 2        |
| Sveukupno         | 31      | 2        |